# Domatha vivida
Domatha vivida là một loài nhện trong họ Thomisidae.
Loài này thuộc chi Domatha. Domatha vivida được Eugène Simon miêu tả năm 1895.